# Viva Technology

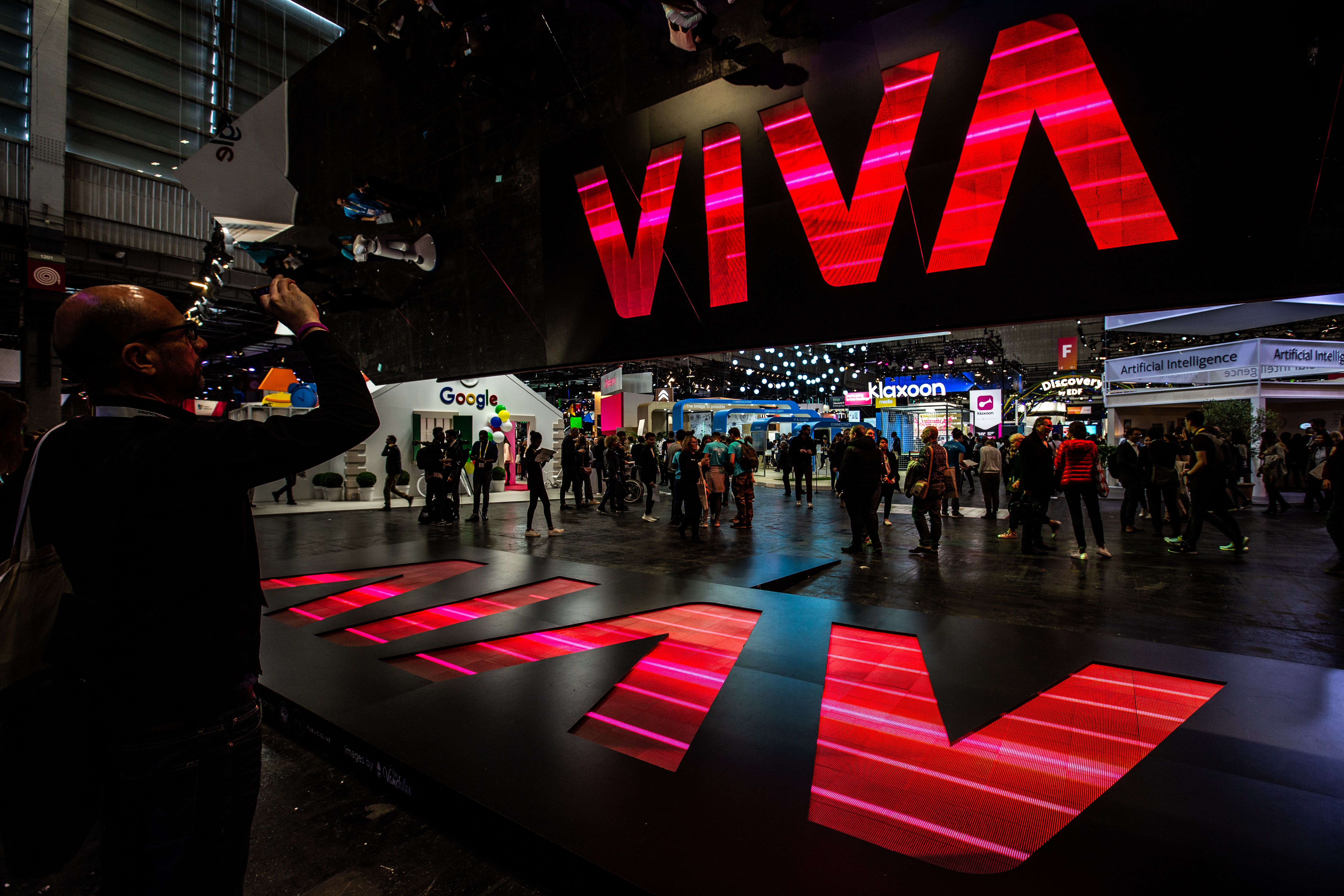
Viva Technology 2019

Die Viva Technology, oder VivaTech, ist ein jährliches Treffen, das sich der technologischen Innovation und Start-ups widmet. Es findet jährlich auf der Paris Expo Porte de Versailles in Paris, Frankreich, statt und wird von den Gruppen Les Échos und Publicis organisiert. Die Veranstaltung fand im Jahr 2016 zum ersten Mal statt. Die ersten drei Tage der VivaTech richten sich ausschließlich an Start-ups, Investoren, Führungskräfte, Studierende und Akademiker. Am vierten Tag ist die Veranstaltung für die breite Öffentlichkeit zugänglich.
Die Ausgabe 2023 erreichte einen Rekord, indem sie über die gesamte Dauer der Veranstaltung mehr als 150.000 Besucher anzog, fast 60.000 mehr als bei der vorherigen Ausgabe. Damit übersteigt die Besucherzahl der Viva Tech im Jahr 2023 die der CES, einer Benchmark-Messe im Bereich neuer Technologien, die jedes Jahr in Las Vegas stattfindet.